# The Beast Inside
The Beast Inside – gra eksploracyjna z elementami psychologicznego horroru, stworzona przez polskie studio Illusion Ray Studio i wydana przez Movie Games S.A. oraz Playway na komputery z systemami Windows, oraz na konsole: PlayStation 4 i Xbox One. Premiera odbyła się 17 października 2019.

## Rozgrywka
Gracz kieruje na zmianę poczynaniami kryptoanalityka Adama, który próbuje powstrzymać grasującego w okolicy szpiega, oraz Nicolasa, mieszkającego w tym samym domu 100 lat wcześniej. Historie obu bohaterów zaczną w pewnym momencie się zazębiać.

## Odbiór gry
The Beast Inside otrzymał w większości pozytywne oceny. Na agregacie recenzji Metacritic gra otrzymała 77 punktów na 100.